# Kara Schröder
Kara Schröder (* 1990 in Karlsruhe) ist eine deutsche Schauspielerin.

## Leben
Kara Schröder absolvierte 2014 ihr Schauspielstudium an der Berliner Hochschule für Schauspielkunst Ernst Busch. Während des Studiums spielte sie im Rahmen der Studioinszenierungen am Berliner Arbeiter-Theater (BAT)  und gastierte am Deutschen Theater Berlin, am Maxim-Gorki-Theater und am Theater Koblenz.
Nach Abschluss des Studiums übernahm sie 2015 eine Gastrolle als Wirtin Prospere in Schnitzlers Der grüne Kakadu am Schauspielhaus Wien. Seither gastierte sie an verschiedenen Häusern in Deutschland, Österreich und Luxemburg. Sie verwirklichte zahlreiche interdisziplinäre Arbeiten mit dem Opernkollektiv Glanz und Krawall.
Ihr Filmdebüt hatte Schröder als Enkelin Elli im Film Frau Stern (2019). Für diese Rolle wurde sie beim Max Ophüls Festival 2019 als beste Nachwuchsdarstellerin nominiert und erhielt dafür zusammen mit Ahuva Sommerfeld beim Filmfestival Achtung Berlin 2019 – new Berlin Film Awards den Preis für die beste darstellerische Leistung.
Im Filmdrama Dreissig (2019) verkörperte sie die Hauptrolle der immer lauten, neidischen und unglücklich verliebten Kara. In der Fernsehserie Liebe. Jetzt! spielte sie 2020 das erste Mal in einem Fernsehformat. Im selben Jahr entstand der Kurzfilm PROLL! von Adrian Figueroa, in dem sie in der Hauptrolle als Klickarbeiterin Cornelia zu sehen ist.
Kara Schröder lebt und arbeitet in Berlin.

## Auszeichnungen
- 2019: Preis für die beste darstellerische Leistung, Achtung Berlin 2019 - new Berlin Film Awards[9]

## Kino (Auswahl)
- 2016: Die Leiden des jungen Werthers, Regie: Michael Blume[10]
- 2019: Frau Stern, Regie: Anatol Schuster
- 2019: Dreissig, Regie: Simona Kostova
- 2021: Proll!, Regie Adrian Figueroa

## Theater (Auswahl)
- 2015/16: Der grüne Kakadu, Schauspielhaus Wien[3]
- 2017: Projekt Der Steppenwolf, Koproduktion Theater Trier und Les Théâtres de la Ville de Luxembourg[4]
- 2018: Last exit: Hunnenland, Nibelungenfestspiele Worms[11]
- 2019: Das letzte Feuer, Les Théâtres de la Ville de Luxembourg[12]
- 2020: Zu der Zeit der Königinmutter, Deutsches Theater Berlin[5]
- 2021: Glanz und Krawall „La Bohème“. Musiktheater-Performance. Premiere im Mensch Meier, Berlin.[6]